# Anadoras insculptus
Anadoras insculptus is een straalvinnige vissensoort uit de familie van de doornmeervallen (Doradidae). De wetenschappelijke naam van de soort is voor het eerst geldig gepubliceerd in 1912 door Miranda Ribeiro.